# Ailbhe

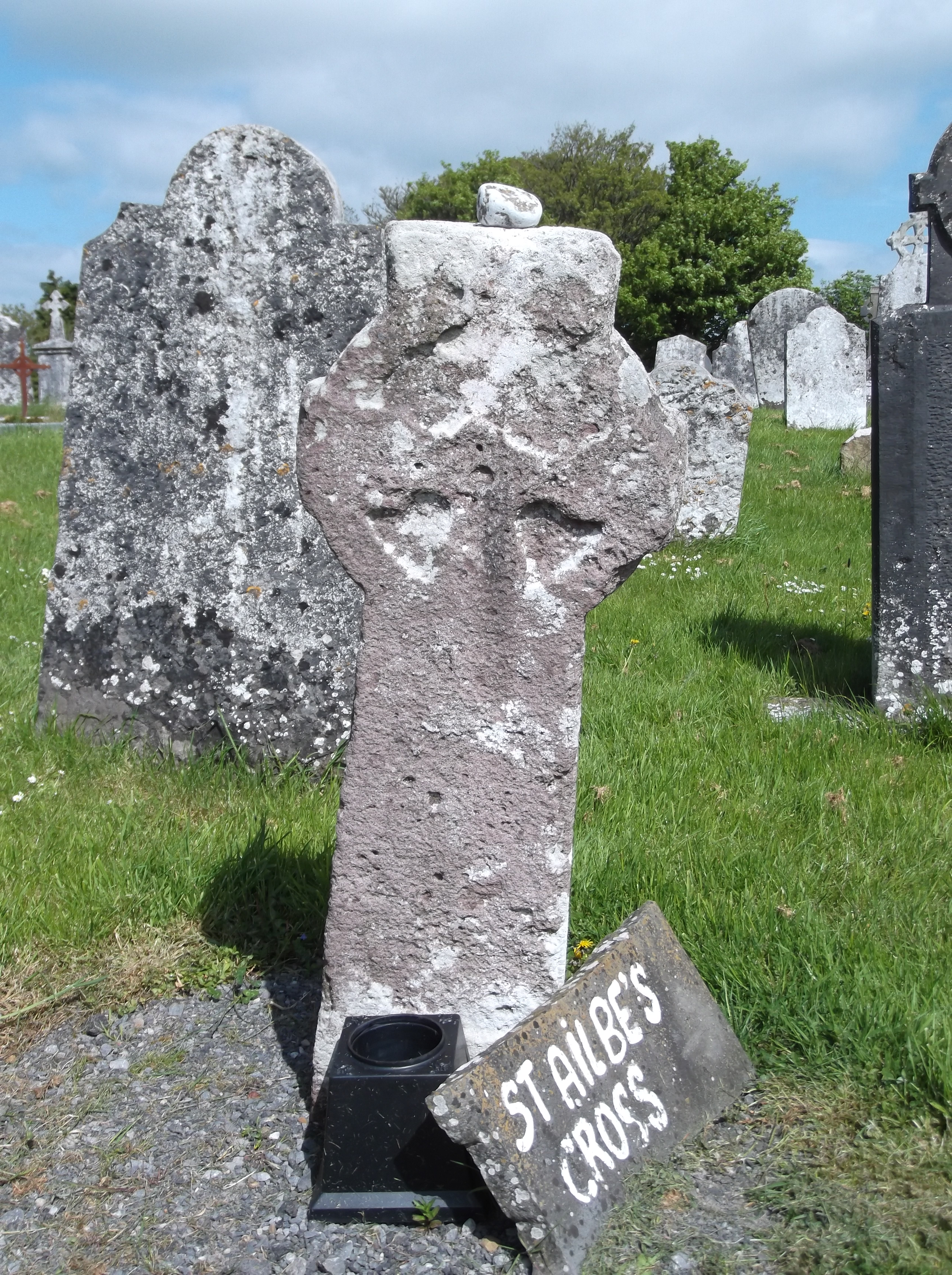
St. Ailbe's Cross in Emly, ruïne van een oude kathedraal met klooster

Ailbhe, ook Ailbe of Albeus van Emly, ook van Munster (overleden rond 530) was een Ierse abt en bisschop. Over zijn leven is vrijwel niets met zekerheid bekend; wel zijn er fantasierijke legenden in omloop. 

## Legende van Ailbhes geboorte
De etymologische verklaring van zijn naam zou wijzen op een combinatie van de Ierse woorden ail (rots) en beo (levend). Dat zou te maken hebben met de omstandigheden rond zijn geboorte. Zijn moeder was als slavin in dienst bij een plaatselijke koning. Hij wilde het kind niet en gaf opdracht het te doden. In plaats daarvan werd het onder een rots (ail) te vondeling gelegd. Daar werd het gevonden door een wolvin die het onder haar bescherming nam en te midden van haar eigen kroost in leven (beo) hield.

## Legende van de tocht naar Rome
Ailbhe zou in Rome tot bisschop gewijd zijn. Daarover doet de volgende legende de ronde. Hij wilde naar Rome gaan om daar de Heilige Schrift te leren lezen. Bij de Nietzee (de zee tussen Zuid-Ierland en West-Frankrijk) aangekomen vond hij daar meerdere mannen die een boot hadden, maar er was er niet een die hem zijn boot wilde afstaan. Wel was er een die zei: Neem die boot maar waar geen bekleding omheen zit. Ailbhe nam dus die boot en voer de zee op, zonder dat het vaartuig water maakte. Toen riep die man hem achterna: Je gaat er toch niet met mijn boot vandoor? Ailbhe antwoordde: Je zei zelf dat het mocht. Daarop spreidde hij zijn monniksmantel over het water uit zodat die als boot dienst kon doen. Hij nam er op plaats en gaf de boot nog een laatste zegen. Die keerde geheel op eigen gelegenheid terug naar zijn ligplaats. 
Biddend op zijn mantel gezeten koos Ailbhe vervolgens zee. Hij hoopte door paus Clemens bisschop gewijd te worden. Toen hij zijn verzoek aan de paus had gedaan, antwoordde deze: Ik ga je niet wijden. Het is onmogelijk dat mijn hand tussen de hemel en u zou komen. Als ik u de handen zou opleggen, zouden ze gewoon van mijn armen afvallen. Dat komt door de grote genade waarmee God u gezegend heeft. Toen Ailbhe hem vroeg wat hij dan moest doen, antwoordde Clemens: Gij zult de bisschopswijding ontvangen uit handen van engelen. Op het feest van Petrus en Paulus (29 juni) zal de engel Victor u tot bisschop wijden. En zo gebeurde het ook. Op het apostelfeest wijdde een engel voor de ogen van paus Clemens Ailbhe tot bisschop.
Na de wijding zei Ailbhe tegen Clemens: We moeten het volk van Rome vandaag een traktatie aanbieden. Als gij de ene helft van het volk trakteert, zal ik met Gods hulp aan de andere helft een traktatie geven. Clemens antwoordde: Ik ga geen traktatie geven. Het lijkt me beter dat u ons op uw wijdingsdag allemaal trakteert. Toen sprak Ailbhe een gebed uit en God liet vijf verschillende regens neerdalen over de stad: een regen van honing, een regen van vissen, een regen van olie, een regen van schitterend wittebrood uit het beste tarwe gebakken, en een regen van jonge wijn. Daarmee werd de bevolking van Rome drie dagen en drie nachten lang gevoed.

## Kerstening
Teruggekeerd in Ierland stichtte Ailbhe de kerk en de abdij van Emly, ongeveer 20 km ten westen van Cashel en hij schreef er ook een eigen kloosterregel voor. Zelf trok hij rond om Zuid-Ierland te kerstenen. Koning Angus van Munster schonk hem Inishmore, dat behoort tot de Aran Islands, zodat zijn collega abt Enda daar een nieuwe kloostervestiging kon beginnen.

## Legende van koning Scaulan
Volgens een legende ging Ailbhe eens naar Duru Arann in Ossory en bleef daar drie dagen en drie nachten uitrusten zonder iemand te willen tegenkomen. Maar op de vierde dag ging koning Scaulan de Grote eropuit om hem te ontmoeten. Op datzelfde moment kwam er plotseling zo’n heerlijke, zoete geur uit de mond van Ailbhe dat de koning er dronken van werd. Hij werd door slaap overmand en bleef drie dagen en drie nachten aan één stuk door slapen. Toen bleek dat diezelfde geur ook uit de mond van de koning kwam en zich verspreidde over alle leden van zijn gevolg. Op hun beurt werden zij er dronken van en sliepen drie dagen en drie nachten aan één stuk door. Toen koning Scaulan opstond uit zijn slaap, schonk hij die plek voor altijd aan Ailbhe.

## Patroonheilige
Zijn feestdag is op 12 september. Ailbhe is de patroonheilige van het Ierse aartsbisdom Cashel en Emly.